# Schulenberg (Prinzhöfte)
Schulenberg ist ein Ortsteil der Gemeinde Prinzhöfte, die zur Samtgemeinde Harpstedt im niedersächsischen Landkreis Oldenburg  gehört.

## Geografie
Schulenberg liegt einen Kilometer südwestlich des Kernbereichs von Prinzhöfte und vier Kilometer nordwestlich des Kernbereichs von Harpstedt. Östlich fließt die Delme.
Der Ort liegt südlich der A 1. Weiter nordwestlich verläuft die B 213.